# 假隐螯蟹属
假隐螯蟹属（学名：Pseudocryptochirus）是隐螯蟹科的一属。

## 下属物种
本属包括以下物种：
- Pseudocryptochirus acanthophora
- 绿珊穴蟹 Pseudocryptochirus viridis Hiro, 1938